# Radivoj Bogosalić
Radivoj Bogosalić (Foča, ? - Dubrovnik, 1492. ili 1495.), hrvatski klesar iz Dubrovnika. Uz Leonarda Petrovića poznatiji kamenoklesar svog vremena u Dubrovniku. Pripada gotičko-renesansnoj školi, svojstvenok hrvatskom primorju.
Radio je u korčulanskim kamenolomima, nakon čega je u Dubrovniku vodio klesarsku radionicu.
Klesarski mu je rad vidljiv na brojnim vlastelinskim palačama i javnim građevinama. Radio je na palači Sorkočević 1455. godine. Dominikanski klaustar ima Bogosalićeve arkade. Na katedrali u Šibeniku radio s dubrovačkim majstorima Radonjom Grubačevićem i Nikolom Markovićem te s Jurjem Dalmatincem. Pomoganje Jurju Dalmatincu pridonijelo je njegovu stvarateljskom sazrijevanju. Palača Sandalja Hranića u Dubrovniku ima balkonate i balkoncete koje su radili Bogosalić i Jakov Radomanović, te Leonard Petrović, Petar Jakobović i Bartul Radivojević. Igor Fisković pripisuje Bogosaliću reljef Gospe sa Sinom na portalu Gospine crkve na Dančama. Radič Ostojić, Radivoj Bogosalić, Nikola Marković i Đurđe Vukojević – isklesali su arkadice, prozore, pilastre, rozete obvezavši se da će to sami prebaciti u Novi za crkvu sv. Stjepana, građenu po narudžbi Vlatka i Ivana Hercegovića, a uz potporu Dubrovčana. Na tom je mjestu bila poslije osmanskih osvajanja glavna turska džamija, a poslije oslobađanja od Turaka 1688. crkva sv. Jeronima.
Bogosalić i majstori Radonja Grubačević, Đuro Utišenović, Ratko Ivančić i Nikola Marković zidali su i klesali prozore pročelja gornje etaže Kneževa dvora prigodom obnove nakon 1463. godine. Radivoj Bogosalić i Nikola Marković klesali su 1469. bifore na Kneževu dvoru. Umjetnički su slične radovima kruga Jurja Dalmatinca: bujno lišće i glave muškaraca i žena na biforama.
Radivoj Bogosalić i Leonardo Petrović uz nadzornika Paskoja Miličevića izveli su kameni ukras na palači Velikog vijeća u Dubrovniku. Ostali su sačuvani kapiteli stupova kvadrifore, balkonske ograde, konzole monofore i dio skulpture.
Uvršten u Enciklopediju likovnih umjetnosti I te u Likovnu enciklopediju Jugoslavije.